# Oud-Grieks aardewerk
In de Griekse oudheid speelde aardewerk in het dagelijks leven een grote rol. Het werd gebruikt om allerlei artikelen in op te slaan en te bewaren, bijvoorbeeld wijn, olijfolie en water.
Vaak werd het aardewerk versierd. Zo is er roodfigurig aardewerk, waarbij de figuren rood zijn en de achtergrond zwart, en zwartfigurig, waarbij dat net andersom is. De roodfigurige techniek is moderner.

## Soorten Oud-Grieks aardewerk
- Keukengerei: Skyfos - Hydria (waterkruik) - Lebes
- Tafelgerei: Psykter (koelvat) - Kantharos (drinkbeker) -  Oenochoë (wijnkan) - Mastos (beker) - Stamnos - Krater (mengvat) - Kylix (drinkschaal)
- Verpakkingsmateriaal: Amfora - Pelike - Pyxis (doosje met deksel)
- Cosmetica: Aryballos - Lekythos - Alabastron
- Ritueel vaatwerk: Loutrophoros - Lebes Gamikos - Dipylonvazen

## Historisch overzicht

### Pre-helleense aardewerk (2000 tot ca. 1450 v.Chr.)
- technieken: uitvinding van
  - pottenbakkersschijf
  - zwarte "vernis": kleur en glans wordt verkregen door een chemische reactie tijdens het bakproces
- neolithisch aardewerk (vb. uit Sesklo en Dimini): abstract lijnenspel, verrassend "modern"
- Minoïsch aardewerk (Kreta en de eilanden): gestileerde natuurmotieven: dieren, planten, bloemen, maar géén mensen!
- Cycladische aardewerk: donkergekleurde zware kommen, "frying pans".

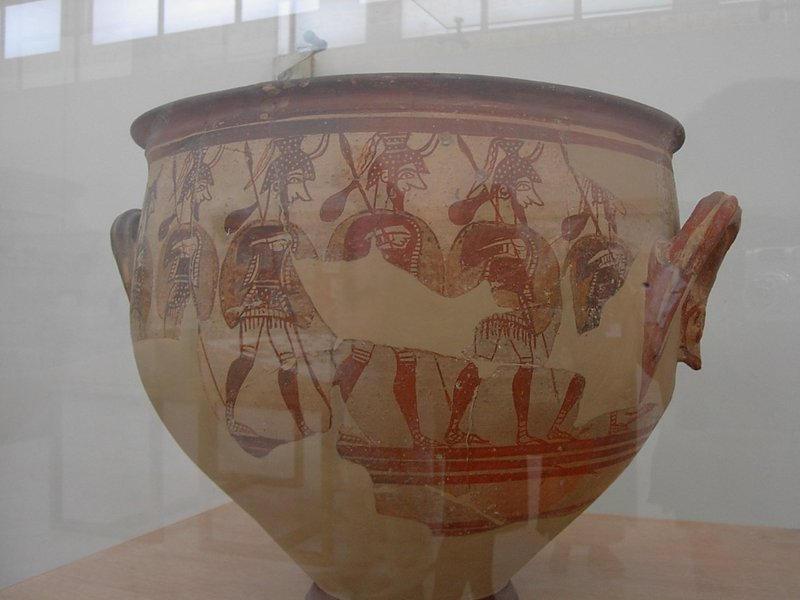
Myceense krater (Krijgersvaas), 1200-1100 v.Chr., Nationaal Archeologisch Museum, Athene

### "Myceens" vaaswerk (ca. 1450 tot ca. 1100 v.Chr.)
- verzwakking van het naturalisme: natuurmotieven soms onherkenbaar gestileerd ("submyceens" ► "geometrisch")
- de Mens als motief doet zijn intrede: vb. de Krijgersvaas uit het Nationaal Archeologisch Museum van Athene

### De "geometrische" periode
- vanaf 1000 v.Chr. tot de 8e eeuw v.Chr.
- algemene indruk van orde en symmetrie (architecturaal / mathematisch)
- horizontale stroken met allerlei meetkundige figuren: meanders, driehoeken, spiralen, swastika, enz.
- mensen en dieren gereduceerd tot "geometrische" silhouetten
- vb.: de "Dipylon-vazen", die verband houden met het begrafenisritueel ► Attica is reeds een belangrijke producent van aardewerk.

### De "Oriëntaliserende" periode
- 7e eeuw v.Chr.
- door het toenemende contact met het Oosten wordt de soepelheid van de gebogen lijnen (her)ontdekt
- dieren, bloemenkransen en fabelwezens op lichte achtergrond, en opvulling met "borduurmotiefjes"
- details worden met een harde stift ingekrast na het bakken
- rode en witte "hogingen" verlevendigen het uitzicht
- we kunnen twee stijlen onderscheiden:
  - Rhodische stijl
  - Korinthische stijl, herkenbaar aan de zwarte rozetten om leemten te vullen (► "horror vacui")

### Het "Attische" vaaswerk
In de 6e / 5e eeuw v.Chr.verovert Athene zich geleidelijk een monopolie voor de keramiekproductie, dankzij:
- de verzorgde afwerkingstechniek en de degelijke materialen
- het typische coloriet: de ijzerhoudende Attische klei verkleurt oranjerood door oxidatie tijdens het bakken
- de kunst op de vaas zelf

#### Dezwartfigurigestijl
- 6e eeuw v.Chr. tot ca. 530 v.Chr.

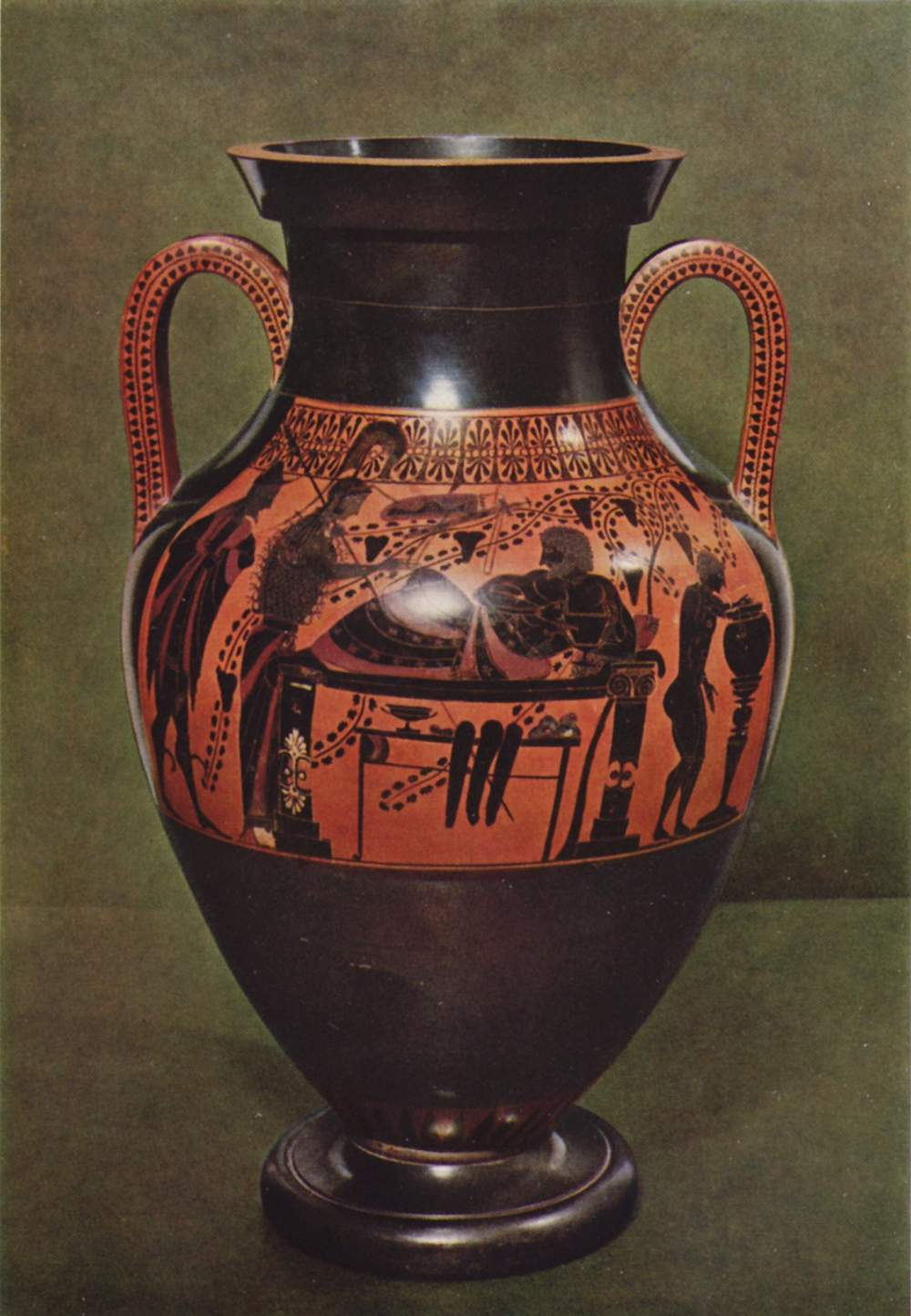
Een zwartfigurige amfora.

- technieken (zoals in de oriëntaliserende Stijl):
  - zwarte silhouetten op oranjerode achtergrond, aanvankelijk nog erg "archaïsch" getekend
  - details na het bakken met harde stift ingekrast en bijgekleurd met witte en paarsrode "hogingen"
- de motieven zijn vanaf nu mythologische scènes en taferelen uit het dagelijkse leven (= visuele propaganda voor de Atheense welvaartseconomie en de "Athenian Way of Life"), en vormen een onschatbare materiële bron voor historici van de Oudheid

#### Deroodfigurigestijl

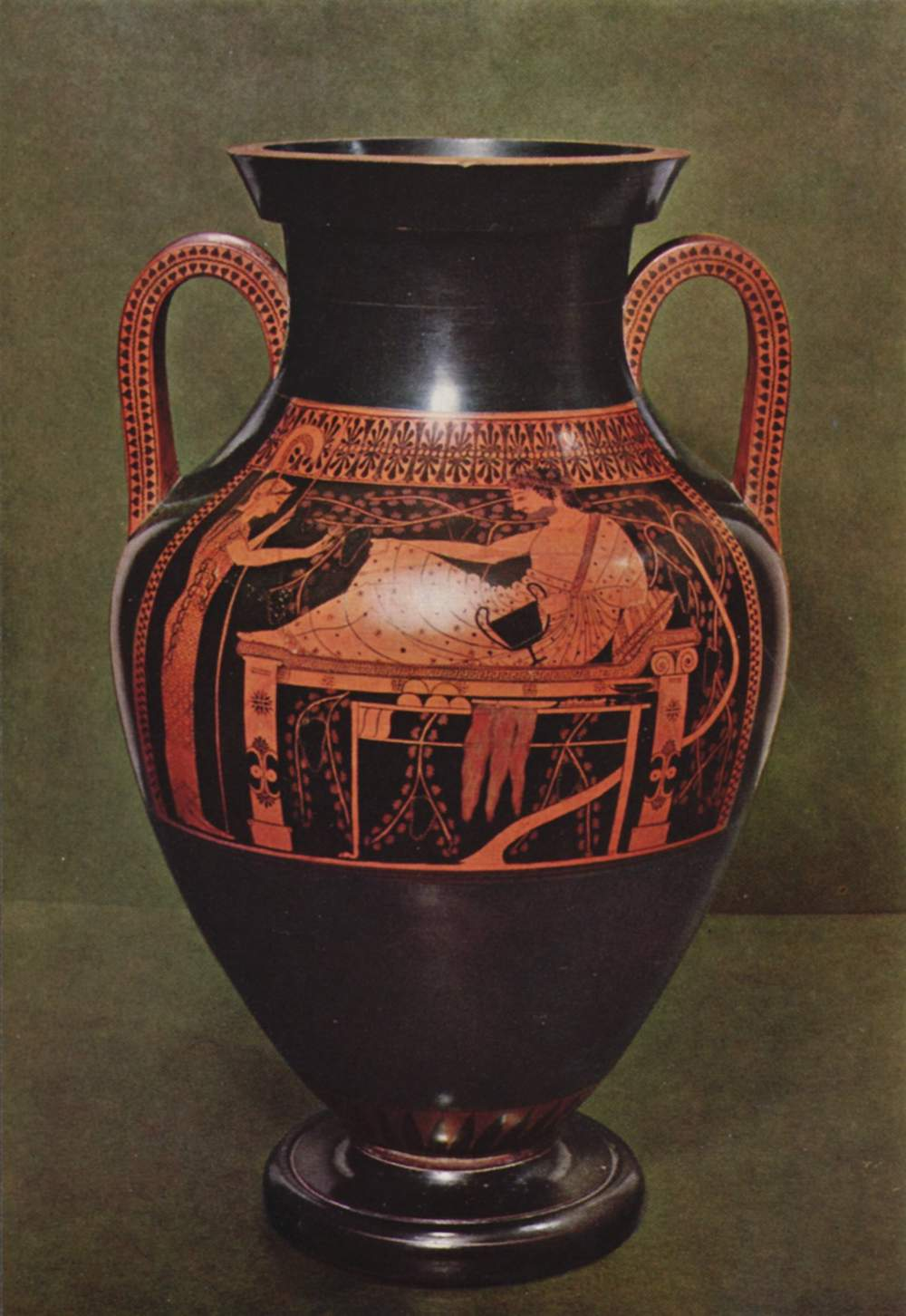
Een roodfigurige amfora.

- ca. 530 v.Chr. tot het einde van de 5e eeuw v.Chr.
- technieken: in feite het negatieve procedé van de zwartfigurige stijl:
  - alles zwart, maar enkel de silhouetten van de figuren worden uitgespaard
  - de details worden na het bakken met een fijn penseel ingevuld: dit laat een grotere precisie toe dan bij de zwartfigurige stijl
- de motieven zijn dezelfde als bij de zwartfigurige stijl
- geleidelijke evolutie merkbaar:
  - aanvankelijk, tot aan de Perzische Oorlogen, kennen we de "strenge" stijl, met volgende kenmerken:
    - de lichaamshouding van de figuren is onnatuurlijk stijf verwrongen, om het vlak optimaal te vullen
    - het menselijke oog wordt in vóór-aanzicht weergegeven

  - daarna, vanaf 480 v.Chr., wordt de "vrije" stijl toegepast, met volgende kenmerken:
    - de lichaamshouding wordt met meer natuurgetrouwheid uitgebeeld, met weelderige vormen, waaruit de verwantschap met de contemporaine beeldhouwkunst duidelijk blijkt
    - het oog wordt in zij-aanzicht weergegeven
- Belangrijk: voor de zogenaamde Panathenaeïsche Amforen (die als prijs werden geschonken bij de Panathenaeïsche Spelen) eist een religieuze traditie tot in de 4de eeuw v.Chr. dat de zwartfigurige versieringsstijl gehandhaafd blijft!

#### Het Attisch vaaswerk met witte achtergrond
- ontstaat gelijktijdig met de roodfigurige stijl
- technieken: "échte" schilderkunst, beïnvloed door de contemporaine fresco-schilders:
  - het gebakken vaatwerk wordt met een wit krijtlaagje bedekt
  - de voorstellingen worden op de krijtlaag geschilderd met delicate pastelkleuren
  - dit was een zéér vluchtige en onbestendige techniek, die het vaatwerk ongeschikt maakte voor dagelijks gebruik; het werd dan ook enkel aangewend voor de dodencultus
- de motieven houden dan ook uitsluitend verband met de dodencultus

### Het verval
De nederlaag van Athene in de Peloponnesische Oorlog (eind 5e eeuw v.Chr.) luidt de doodsklok voor de Attische keramiekproductie:
- in de 4e eeuw v Chr. wordt het economische zwaartepunt verlegd naar Zuid-Italië, en dáár wordt de vormgeving wansmakelijk en grotesk, de voorstellingen theatraal en "kitscherig". Een voorbeeld hiervan zijn de vazen van Canosa, aangetroffen in Canosa di Puglia in Zuid-Italië.
- de 3e eeuw brengt het einde van het Griekse aardewerk als kunstproductie; geleidelijk worden de geschilderde motieven vervangen door (gestempelde) reliëfversieringen, en het tijdperk van het seriewerk breekt aan...

## Verder lezen
- J.D. Beazley, The Development of Attic Black-Figure, Berkeley - Los Angeles - Oxford, 1986.

aardewerk · architectuur · beeldhouwkunst · literatuur · muziek · schilderkunst